# Russell Kirk

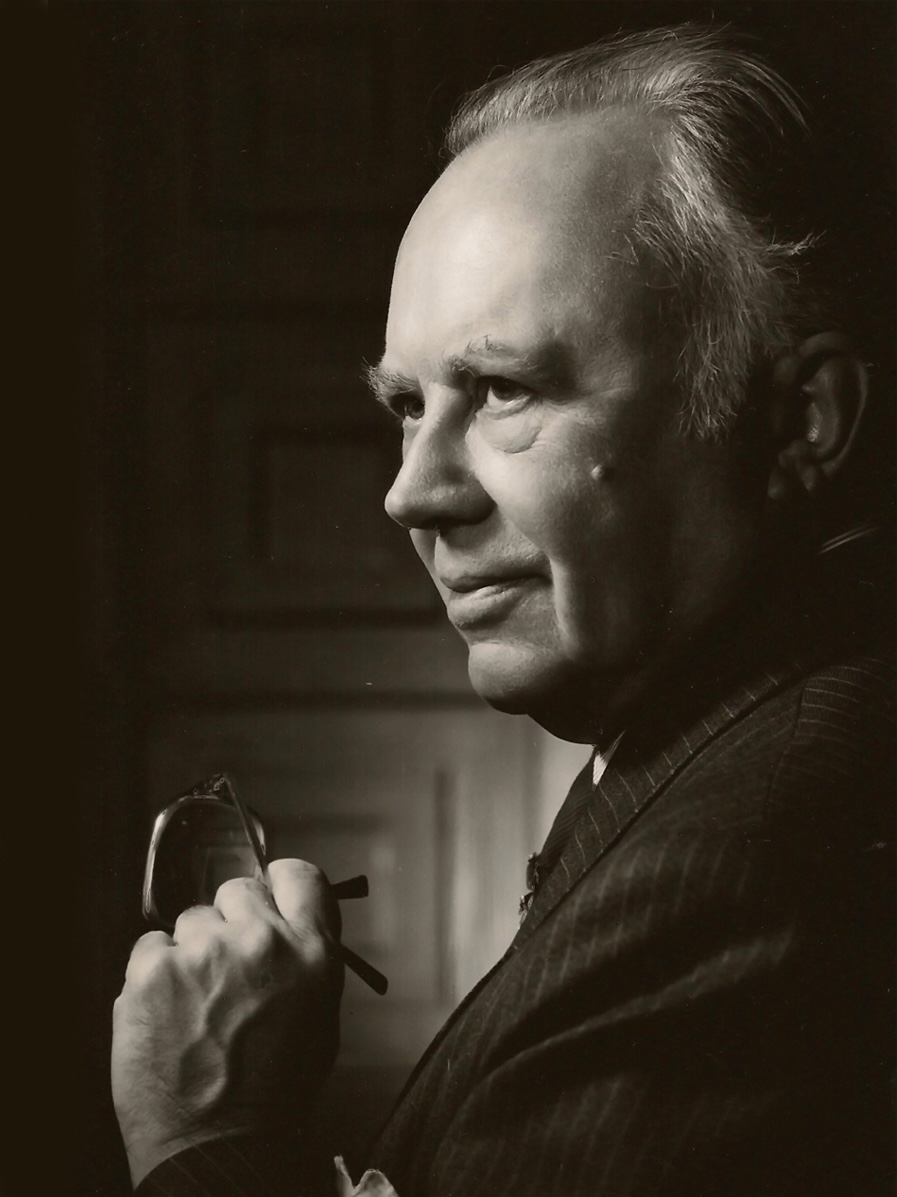
Russell Kirk

Russell Kirk (* 19. Oktober 1918 in Plymouth, Michigan; † 29. April 1994 in Mecosta, Michigan) war ein US-amerikanischer politischer Theoretiker, Historiker, Sozialkritiker, Moralist, Literaturkritiker und Autor.
Durch sein 1953 erschienenes Buch The Conservative Mind prägte er maßgeblich den amerikanischen Konservatismus des 20. Jahrhunderts.
Er entwickelte darin ein Gerüst für die bis dahin eher amorph bestehende konservative Bewegung der Nachkriegsära. Das Buch verfolgt die Entwicklung des konservativen Denkens in der anglo-amerikanischen Tradition, wobei besonders die Ideen von Edmund Burke berücksichtigt werden. Kirk wurde auch als der Hauptvertreter des traditionalistischen Konservatismus angesehen. 1989 wurde er mit der Presidential Citizens Medal geehrt, der zweithöchsten zivilen Auszeichnung der USA.

## Bibliographie

### Politische, historische und Biographische Werke
- John Randolph of Roanoke: A Study in American Politics (1951)
- The Conservative Mind: From Burke to Eliot (1953) Lebendiges Politisches Erbe. Freiheitliches Gedankengut von Burke bis Santayana 1790 - 1958.
- Prospects for Conservatives (1954)
- Academic Freedom: An Essay in Definition (1955)
- Beyond the Dreams of Avarice: Essays of a Social Critic (1956)
- The American Cause (1957)
- The Library of Conservative Thought (30 Bände) (1963–1993)
- Confessions of a Bohemian Tory (1963)
- The Political Principles of Robert A. Taft (1967) mit James McClellan
- Edmund Burke: A Genius Reconsidered (1967)
- Enemies of the Permanent Things: Observations of Abnormality in Literature and Politics (1969)
- Eliot and His Age: T. S. Eliot’s Moral Imagination in the Twentieth Century (1971)
- The Roots of American Order (1974)
- Russell Kirk: A Bibliography (1981)
- The Portable Conservative Reader (1982)
- The Wise Men Know What Wicked Things are Written on the Sky (1987)
- Economics: Work and Prosperity (1988)
- America’s British Culture (1993)
- The Politics of Prudence (1993)
- The Sword of Imagination: Memoirs of a Half-Century of Literary Conflict (1995)
- Redeeming the Time (1996)
- Rights and Duties: Reflections on Our Conservative Constitution (1997)
- The Essential Russell Kirk (2007)

### Romane
- Old House of Fear (1961)
- The Surly Sullen Bell: Ten Stories and Sketches, Uncanny or Uncomfortable (1962)
- A Creature of the Twilight: His Memorials (1966)
- The Princess of All Lands (1979)
- Lord of the Hollow Dark (1979)
- Watchers at the Straight Gate (1984)
- Off the Sand Road: Ghost Stories, Volume One (2002)
- What Shadows We Pursue: Ghost Stories, Volume Two (2003)
- Ancestral Shadows: An Anthology of Ghostly Tales (2004)